# 奥中喜代一
奥中喜代一（おくなか きよいち、1891年（明治24年）12月6日 - 1986年（昭和61年）4月5日）は、日本の都市計画家。

## 来歴
大阪府泉北郡西百舌村生まれ、1916(大正5)年、東京帝国大学工学部土木工学科を卒業し、南満州鉄道勤務の後、1920(大正9)年に神戸市に土木技師として奉職したが、神戸市に勤務を始めた頃は大正8年の旧都市計画法の制定に伴って大正11年に初めて神戸市の都市計画区域が決定された他にこの頃から都市計画予算が初めて単独で計上され、神戸市の組織として都市計画部が新たに設けられる等、神戸市の都市計画の始まりであった。
神戸市では都市計画部調査課長、工務課長、土木部都市計画課長、山地課長等を歴任、神戸市理事を最後に昭和18年に退職したが、退職した1943(昭和18)年頃は戦時体制への移行が進み、都市計画の基本的な役割を果たす地域制度が停止される等、町づくりを目的とした本来の都市計画は事実上終わった時期、奥中の神戸市での在職期間は戦前の神戸市の都市計画の蒙明から終需迄の歴史そのもので、その間24年に亘って神戸市の都市計画や土木行政に大きな役割を果たし、現在の神戸の町の骨格形成と都市計画の基礎をつくり、また、都市計画課長時代の大正12年から一年有余外遊し諸外国の都市計画に関する資料の収集と知識の吸収に努め、神戸の都市計画に大きな影響を与えたという。
戦後の1948(昭和23)年から1952(昭和27)年まで旧制神戸工業専門学校と後進の神戸大学工学部の講師、また1963(昭和38)年から1969(昭和44)年迄神戸市立工業高等専門学校の教授として、主として上下水道、都市計画の調査研究を通じて人材を育成したが、神戸市の都市計画関係職員の中にはその教えを受けた者も多く、また、1956(昭和31)年から1984(昭和59)年迄、神戸市の戦災復興事業の土地区画整理審議会の学識経験委員を務めたというが、審議会には欠かさず出席し、その卓越した知識と経験をもって戦後の土地区画整理や再開発等の町づくりに尽カしたという。
著書として1957(昭和32)年頃から順次『国際港都の生いたち』全7巻を発行しているがこれには専門の都市計画のみならず神戸の古代からの歴史、文学等にも及んでいる。